# Weston Canyon Rock Shelter
O Weston Canyon Rock Shelter, localizado no Condado de Franklin, Idaho, nas proximidades de Weston, Idaho, é um local histórico incluído no Registro Nacional de Lugares Históricos em 1974.
O sítio foi investigado em estudos arqueológicos realizados em 1969 e 1970. Ele apresenta associações com a cultura da Grande Bacia, com a cultura das Grandes Planícies do Noroeste e com a cultura das Montanhas Rochosas. A ocupação mais antiga do local foi estimada entre 7.000 e 3.500 anos antes da década de 1970, e acredita-se que o abrigo rochoso tenha sido habitado de forma contínua até o ano de 1800.